# Boiled Beef & Rotting Teeth
Boiled Beef & Rotting Teeth — второй мини-альбом американской гранж-группы Mudhoney, вышедший в 1989 году на лейбле Sub Pop. Песни «Touch Me I’m Sick», «You Got It» и «Hate the Police» были выпущены в виде синглов. Также песни с этого мини-альбома впоследствии появились на сборнике группы Superfuzz Bigmuff Plus Early Singles (1990).

## Список композиций
1. "Hate the Police" (кавер группы The Dicks) – 2:08
2. "Touch Me I'm Sick" – 2:35
3. "Sweet Young Thing Ain't Sweet No More" – 3:46
4. "You Got It (Keep It Outta My Face)" – 2:53
5. "Burn It Clean" – 3:00

## Принимали участие в записи
- Марк Арм - гитара, вокал
- Стив Тёрнер - гитара, вокал
- Мэтт Лукин - бас-гитара
- Дэн Питерс - барабаны